# Bathernay
Bathernay ist eine französische Gemeinde mit 223 Einwohnern (Stand: 1. Januar 2022) im Département Drôme in der Region Auvergne-Rhône-Alpes (vor 2016 Rhône-Alpes); sie gehört zum Arrondissement Valence und zum Kanton Drôme des collines. Die Einwohner werden Bathernois genannt.

## Geographie
Bathernay liegt etwa 25 Kilometer nordnordöstlich von Valence. Umgeben wird Bathernay von den Nachbargemeinden Saint-Avit im Nordwesten und Norden, Tersanne im Norden und Nordosten, Montchenu im Nordosten und Osten, Charmes-sur-l’Herbasse im Osten und Süden sowie Ratières im Südwesten und Westen.

## Bevölkerungsentwicklung
| Jahr                       | 1962 | 1968 | 1975 | 1982 | 1990 | 1999 | 2006 | 2019 |
| Einwohner                  | 143  | 165  | 154  | 154  | 191  | 205  | 232  | 235  |
| Quellen: Cassini und INSEE |      |      |      |      |      |      |      |      |

## Sehenswürdigkeiten
- Kirche Saint-Étienne aus dem 12. Jahrhundert mit Umbauten aus dem 15. und 16. Jahrhundert, seit 1921 als Monument historique klassifiziert
- Altes Pfarrhaus aus dem 13. Jahrhundert, Fassade und Dach seit 1981 als Monument historique eingetragen
- Burgruine
- Höhlenwohnungen

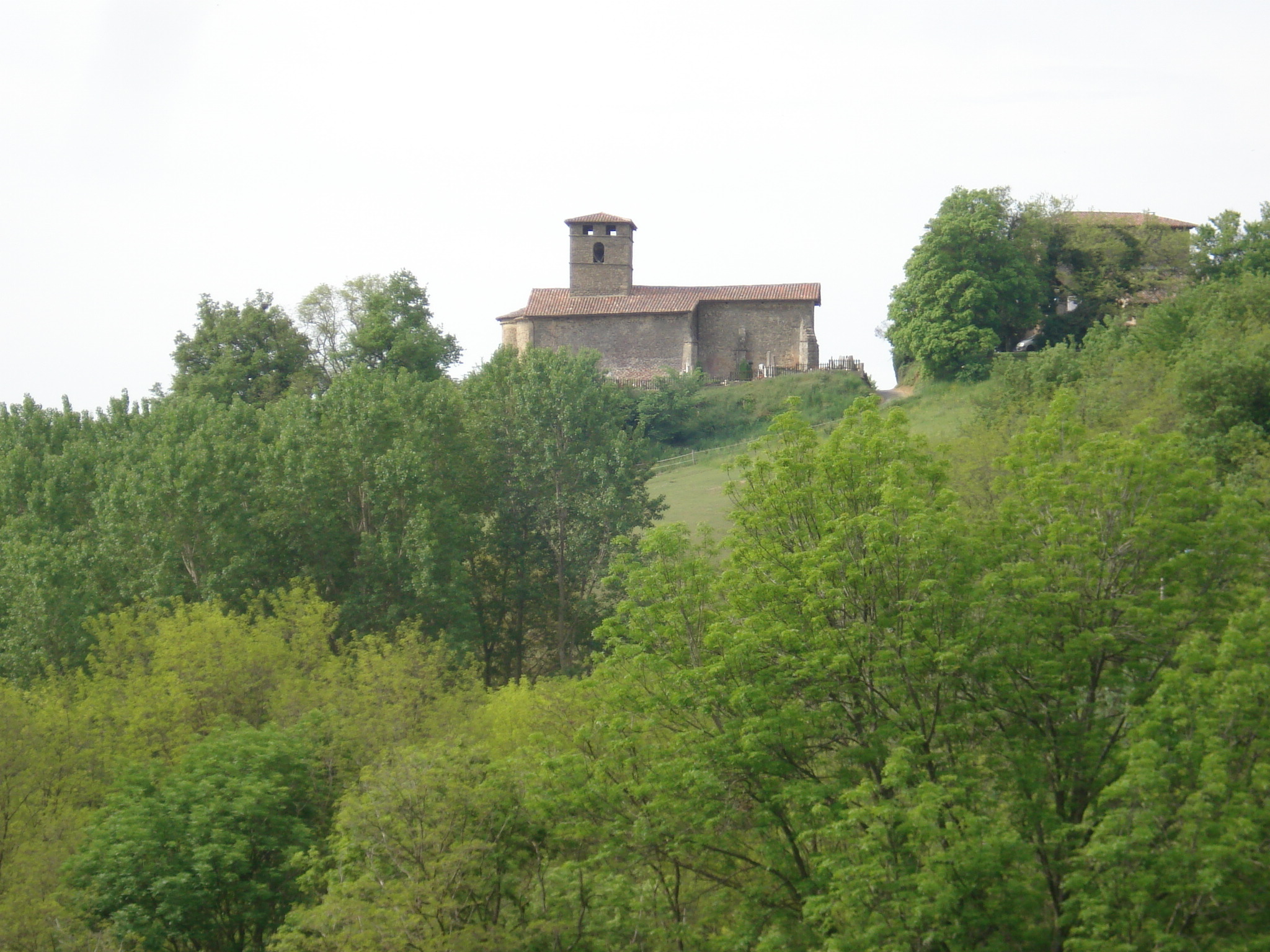
Kirche Saint-Étienne
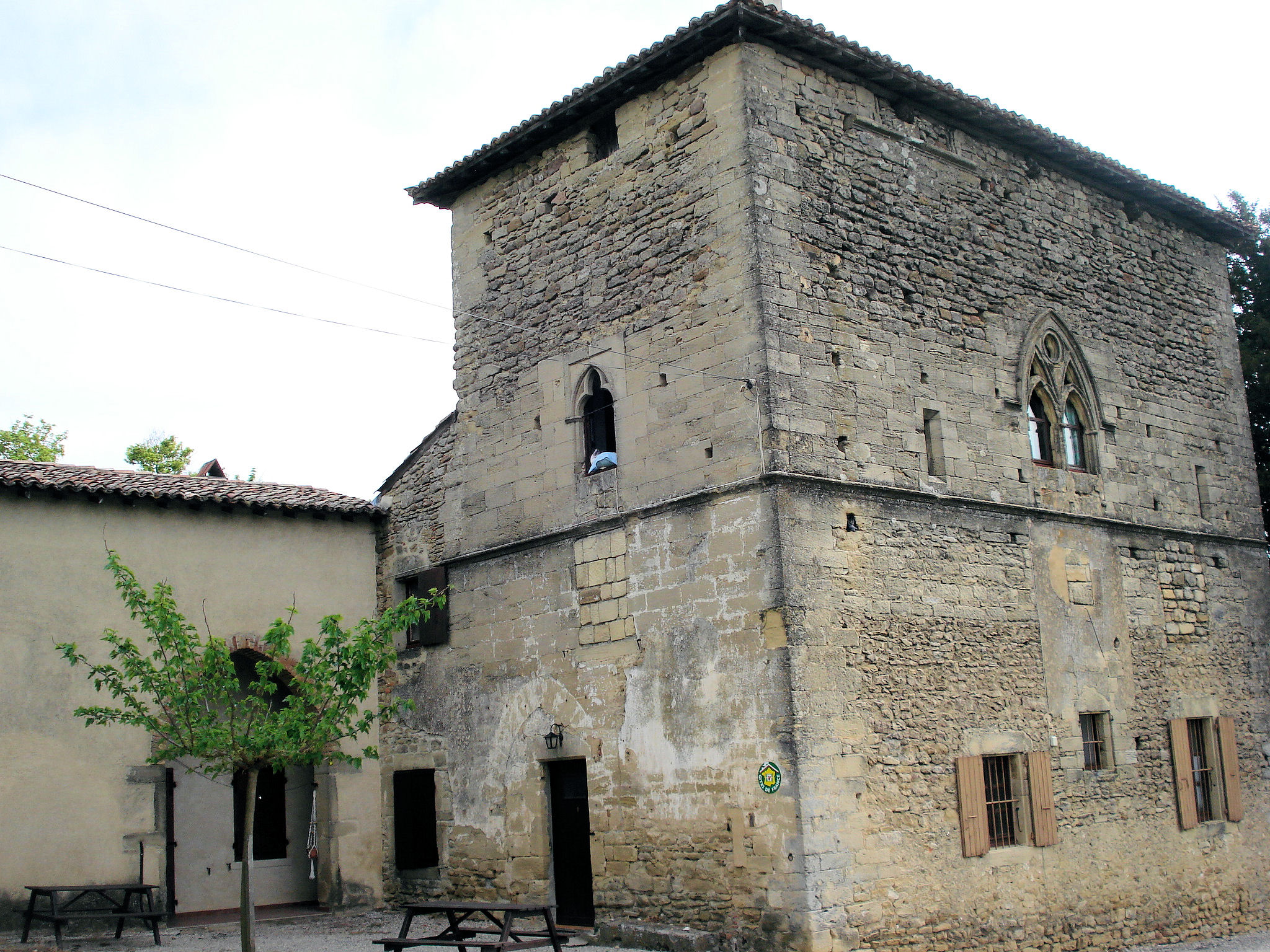
Pfarrhaus
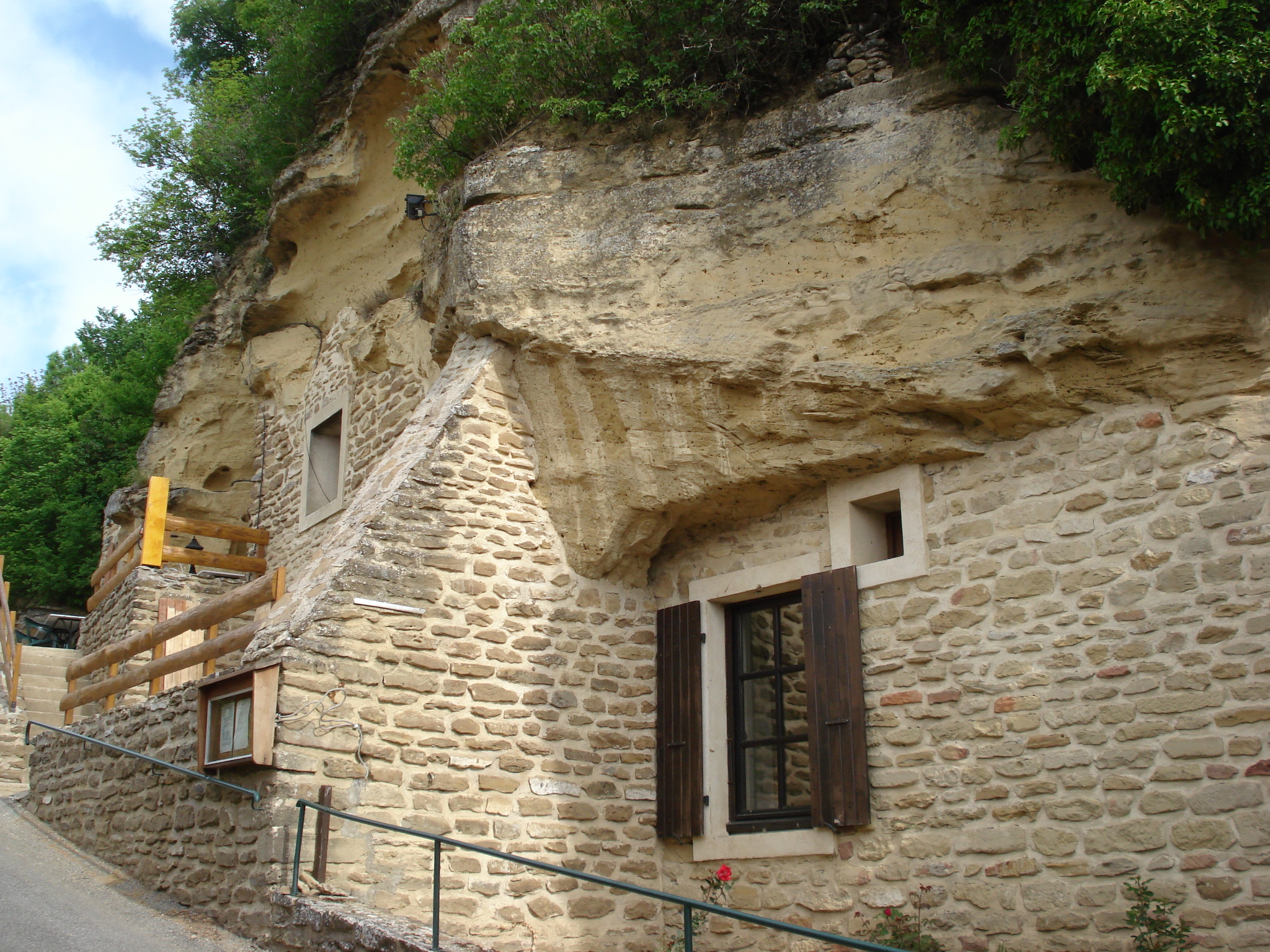
Höhlenwohnungen